# Кривченський замок

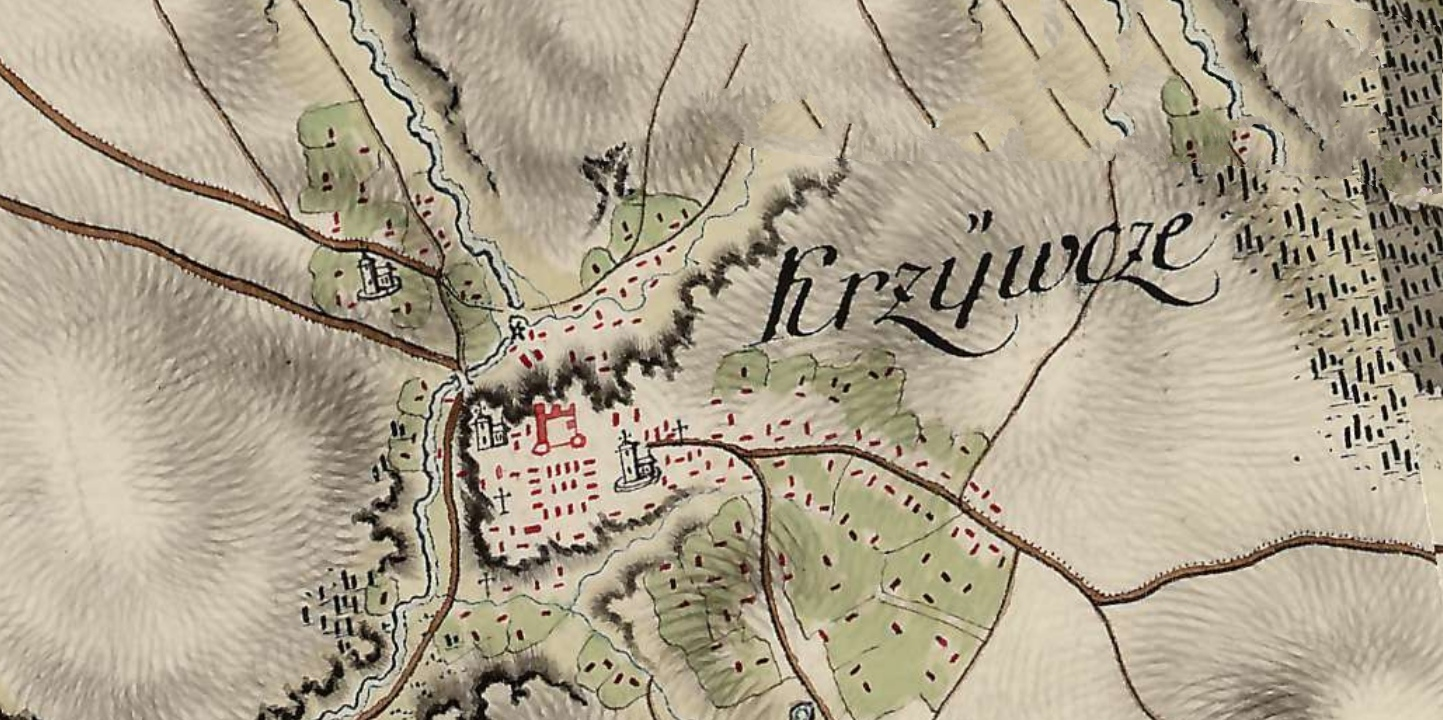
замок на мапі Фрідріха фон Міґа

Кривченський замок— замок у селі Кривче Борщівського району Тернопільської області. Будівля в минулому виконувала функції фортифікаційної споруди, наразі є пам'яткою архітектури державного значення. Також є відомою туристичною локацією цього регіону . Балансоутримувач— Національний заповідник «Замки Тернопілля».

## Історичні дані про об'єкт

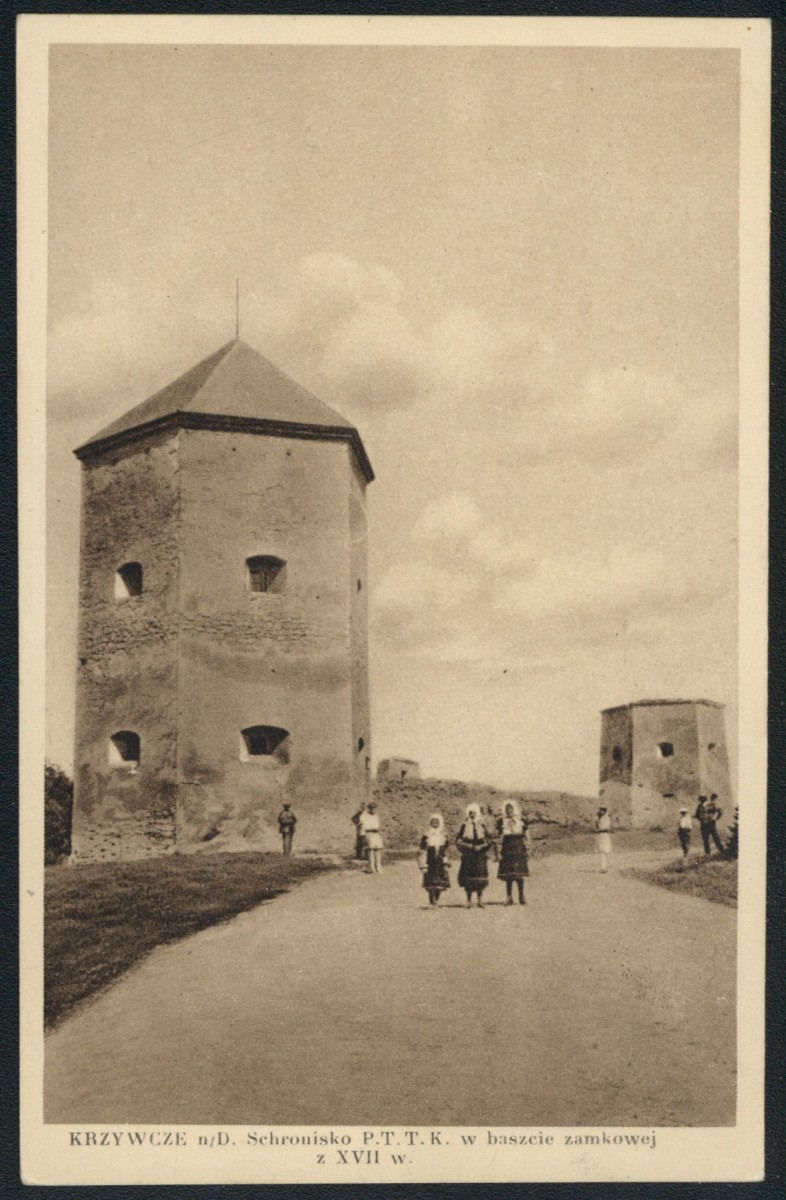
Замок на початоку XX ст.

Село Кривче Долішнє (Нижнє Кривче), розташоване у ярі річки Циганки, яка бере початок поблизу населеного пункту Лосяч та на шляху пропливає через село Цигани, від якого й отримала назву, далі через Мушкатівку, Волківці і Сапогів. 
Перша писемна згадка про село Кривче датується 1530 роком [3].
У виданні 1889 року Олександра Яблоновського, в описі земель Руських території Волині і Поділля, наводиться документ латинською мовою, в якому згадується село Кривче, а саме у 1530 та 1542 роках. В перекладі із латинської мови, щодо села Кривче, говориться: «У Кривче, Кемлич Юрик пообіцяв, що не проводитиме ніяких покарань, що обмежували б свободу громадян». В 1542 році в селі було 2 плуги. Кемлич Юрик був господарем села до 1563 року [3, с. 245-246].
В 1563 році Кривче було у власності міського Кам'янецького судді Лаврентія Мілеського. 
Вже у 1565 році як власник частини села вже згадується пан Закревський. У 1569 році у нього в Кривчі було 5 плугів, 2 карети і ряд різноманітних майстерень.
У 1627 році, польський король Сигізмунд Ваза дозволив селу проводити торги і ярмарки.
В багатьох сучасних джерелах, наукових чи публіцистичних статтях можна зустріти датування першої писемної згадки про село Кривче 1639 роком, яке пов'язується із будівництвом замку. Але важливо зауважити, що вона стосується Кривча Горішнього, яке є частиною села Кривче. Адже саме село Кривче на цей час вже існувало більше ста років [3].
Важливим етапом у розвитку села стало будівництво оборонного замку на вершині гори та поступове заселення прилеглих територій.
У 1639 році магнати Миколай-Станіслав та Войцех Контські на високому лівому березі Циганки, між двома її притоками, розпочали зведення регулярного замку, про що свідчать історичні джерела [3, с. 246].
Залишки оборонної твердині замку XVII століття видніються одразу після в'їзду в село, яке ще називають Нижнє Кривче. Замок розташований на високому узгір'ї, обмеженому з південної сторони скелястими берегами річки Циганки, а з північної — глибоким яром. Оборонна споруда була частиною укріплень Кам'янець-Подільської фортеці.

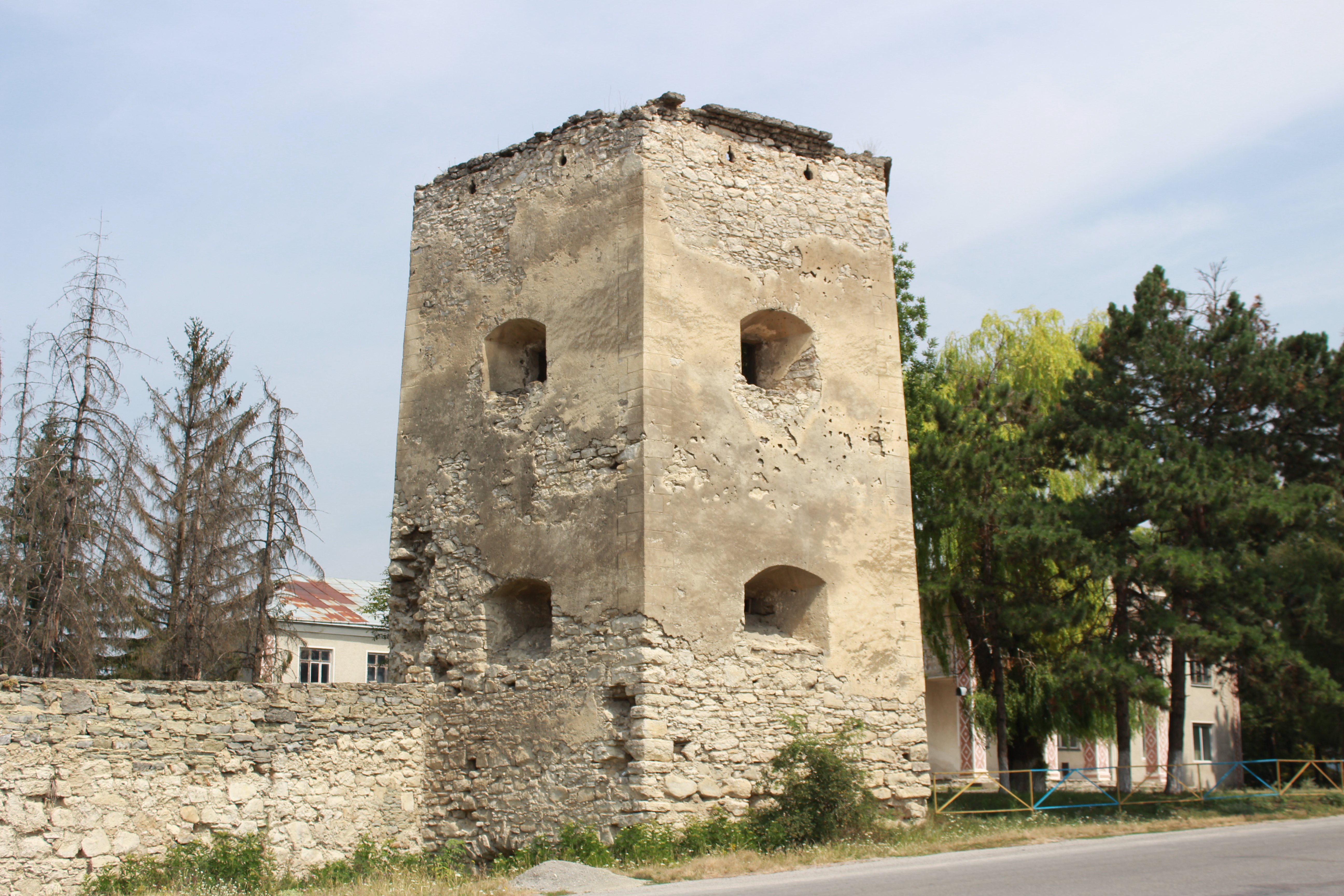
Південно-східна башта

Замок був одним з найкращих за обороноздатністю замків того часу на Західному Поділлі— мав розвинуту систему сухих оборонних ровів з трьох сторін— західної, південної і східної. З північної сторони крутий схил природного узгір'я на якому розташований замок, утруднював підступи до нього. За планувальною конфігурацією він належить до регулярних, прямокутних замків з наріжними баштами та арсеналом. Замок мав майже квадратну форму з баштами по кутах. З західного боку була влаштована в'їзна брама. В стінах башт знаходилися бійниці, на двох нижніх ярусах з лучковими перемичками, на третьому— ключоподібні бійниці. Закладені отвори бійниць у підвальному ярусі башт дають підстави стверджувати, що первісно рівень поверхні ґрунту був нижчий і башти були чотириярусними. Залишки мурів свідчать про існування прибудованого до західної стіни з боку замкового подвір'я палацу та в'їзної башти зі східного боку.
Вежі та оборонні мури замку муровані з бутового каменю-вапняку, що поширений в даному регіоні, і потиньковані вапняно-пісковим тиньком.
Навіть ті рештки замкових укріплень, що дійшли до нашого часу, дають достатнє уявлення про масштабність будівництва, яке тривало не один рік. Вдало вибране місце робило його неприступним. Він належав до важливих подільських замків. Доля новозбудованого замку була типовою для подільських фортець. Замок у Кривче теж став розмінною монетою у міжнародних військово-політичних баталіях. Зважаючи на непересічне стратегічне й оборонне значення замку у Кривче, він завжди був під пильною увагою можновладців.
Замок багато разів займали татари і турки. Так, щойно збудована фортеця сповна відчула на своїх мурах усі особливості військових маніпуляцій. Під час Визвольної Війни українського народу, в липні 1648 року, козацькі загони Богдана Хмельницького зайняли замок, вигнавши з нього польський гарнізон. Правда, поляки через деякий час все-таки зуміли повернути замок під свою юрисдикцію. Однак польська шляхта володарювала в Кривченському замку недовго. Замок відіграв важливе стратегічне значення в воєнних діях Польщі проти Туреччини. В другій половині XVII століття село зазнало значних руйнувань пов'язаних із боротьбою Польщі проти Туреччини.
Вже в 1672 році після підписання Бучацької угоди між Польщею та Туреччиною замок у Кривче разом із більшою частиною Поділля перейшов у володіння турецького султана. Повернути ці втрачені землі до польської корони вдалося лише через 7 років. Повертаючись додому з Бучача, турецький султан Магомет IV захопив замок у Кривче й деякий час перебував там зі своїм військом. До 1675 року замок контролювався турецьким гарнізоном. У 1675 році польський король Ян III Собеський наказав взяти в облогу цю твердиню. Під час облоги оборонні споруди зазнали значних пошкоджень. У тому ж році в зруйнованій фортеці засів син капітана коронної кавалерії Кричинський з загоном липків-(литовських) татар. Замок був пошкоджений, але попри постійні руйнування, якими на його могутніх стінах закарбовувалися усі перемоги та поразки, через його важливе військово-стратегічне значення, цю твердиню швидко відбудовували.
Пізніше в 1687 році вже татарські загони взяли в облогу поляків, що знайшли захист за мурами замку. Їм вдалося здобути замок. Загалом, його досить часто брали чи то штурмом, чи то облогою. Село декілька раз спалювали. Багато місцевих жителів потрапило у турецьку неволю. Згадкою про ті часи залишається назва «кута»— Оплакана. За легендою, це був хутір розташований на невеликій відстані від села. Турки спалили його і винищили жителів.
У XVIII столітті на Поділлі стало спокійніше, відпала загроза нападу татар і турків, через це замок у Кривче втратив своє оборонне призначення, його почали відбудовувати і він поступово перебудовується із фортеці на панський маєток, село також почало відбудовуватись і розширюватись. Тепер жителі почали селитися і на горі біля замку. Після поділу Польщі, у 1772 році Кривче разом із іншими територіями Борщівщини потрапляє під владу Австрійської імперії. І хоч Австрія була на той час відсталою країною Європи, Борщівщина, як і всі західноукраїнські землі в економічному відношенні відставала від розвитку корінних австрійських земель. Спочатку Кривче входило до Заліщицького, пізніше— до Чортківського округів.
Повновладним господарем села весь час залишався польський поміщик Голійовський, який до середини XIX століття був власником Кривченського замку, у якому він і проживав. Очевидно, що в цей період замкові оборонні мури були понижені, сухі оборонні рови— засипані.
Після скасування панщини в Австро-Угорщині в 1848 році панські маєтності надаються в оренду та у відкуп євреям. Масової руйнації замок зазнав у другій половині XIX століття, коли він перейшов у руки єврея Л. Зейдмана. Будучи байдужим до історичних сентиментів, свято дотримуючись лише вигоди, підприємливий ділок за короткий час розібрав для отримання будівельного матеріалу дві замкові башти й північні, східні та західні мури оборонної фортеці. З «історичного» каменю Зейдман побудував винокурню, решту продав селянам. Споруди побудовані з того каменю збереглися донині. Тільки завдяки втручанню спілки охорони та консервації пам'яток архітектури руйнація замку була зупинена.

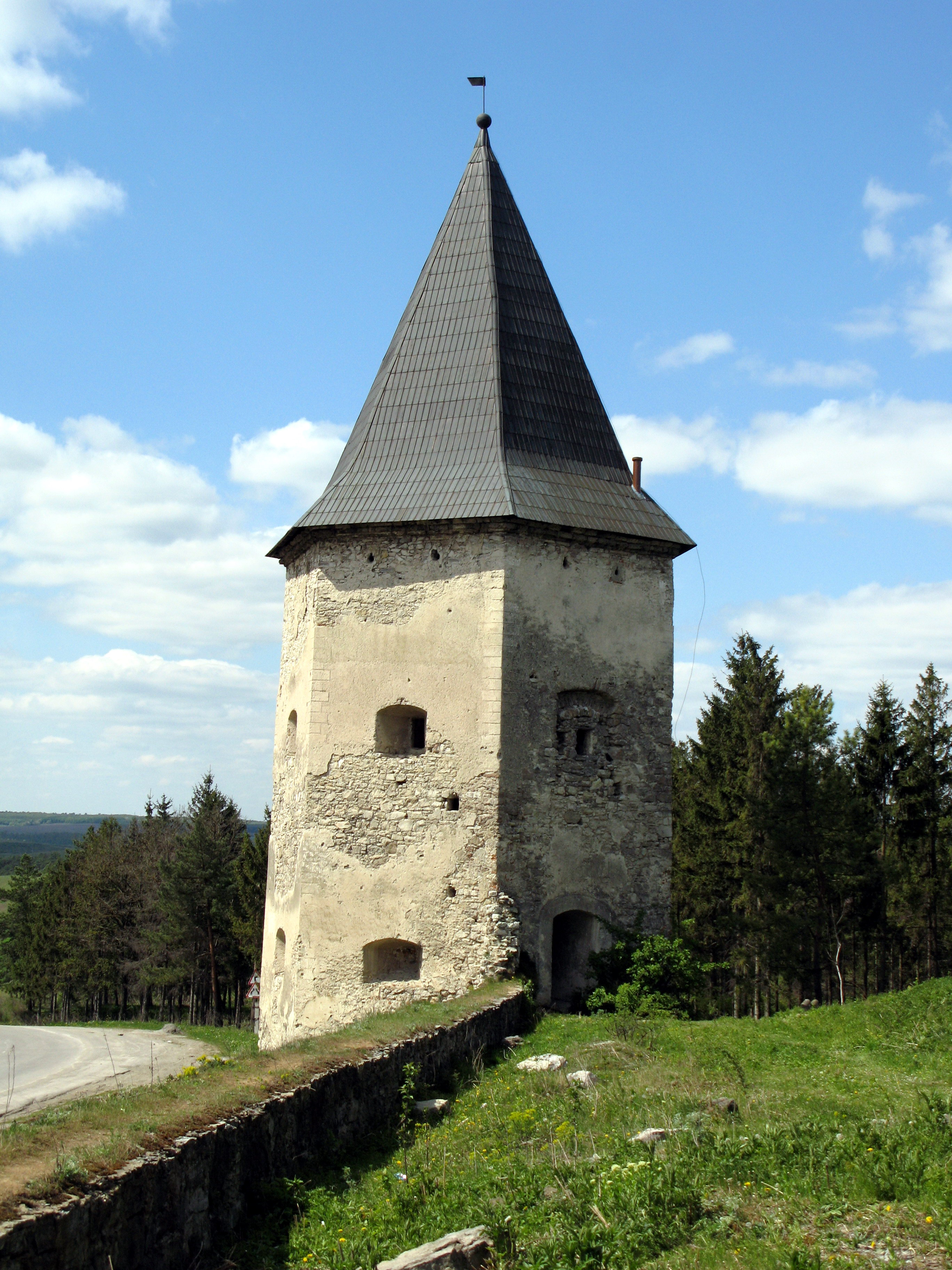
Південно-західна башта

В 70-х роках XIX століття власником замку був Соломон Боцман. У 1892 році польський історик А. Чоловський ще бачив фундамент розібраних стін і веж.
На початку XX століття замком володів Лазар Мельцер, який подарував землі, на яких розташований вхід до печери й залишки замку, Подільському туристично-краєзнавчому товариству, завдяки чому, у 20-их роках XX століття цим товариством була зроблена друга спроба реставрації замку. З первісних замкових споруд збереглися західна і східна оборонні вежі та фрагмент оборонного муру, а також фрагмент в'їзної вежі. На той час відновили і накрили одну вежу. Всередині вежі обладнали кілька приміщень на зимовий та літній періоди для туристів. З фундаментів зруйнованих стін і веж місцеві жителі повибирали весь камінь на господарські потреби.
У 1939 році від колишнього замку ще зберігалися дві вежі і мур між ними, а також в'їзна брама з напівзруйнованою надбрамною вежею. В 1946 році для будівництва дороги почали розбирати як в'їзну браму, так і залишки мурів. У 1950-ті роки під час будівництва сільського клубу в безпосередній близькості від замку були розібрані залишки в'їзної вежі. Навіть з фундаментів зруйнованих стін і веж місцеві жителі повибирали весь камінь.
Третя спроба реставрації замку була зроблена в 1990 році. Тоді місцевий колгосп доклав багато зусиль і коштів, щоб врятувати історичну пам'ять про оборонну твердиню, ініціювавши її реставрацію.
Замок має важливе значення як археологічна пам'ятка. Тому перед початком ремонтних робіт група київських археологів провела архітектурно-археологічні обстеження. Завдяки їхній наполегливій роботі вдалося розчистити майже повністю засипаний землею і сміттям перший ярус двох веж, знайшли залишки оборонного муру. Під час розкопок археологи знайшли: кілька польських та польсько-литовських монет XVII століття, кахлі з XVII століття, кілька козацьких люльок, леміш для плуга та чавунну гарматну бомбу. Майстерністю виготовлення виділяються скляні посудини середньовічного часу. Всі згадані знахідки потрапили до Києво-Печерського заповідника.

## Літературні джерела
1. Бойко В. Кривченський замок // Тернопільський енциклопедичний словник : у 4 т. / редкол.: Г. Яворський та ін. — Тернопіль : Видавничо-поліграфічний комбінат «Збруч», 2010. — Т. 4 : А — Я (додатковий). — С. 326—327. — ISBN 978-966-528-318-8.
2. Андрушко І. Сучасний стан збереженості замків на Поділлі та проблеми їх реставрації //Фортифікація України/ І.Андрушко. — Кам'янець-Подільський, 1993. — С.29-30.
3. Андрушко І. О. Ескізний проект консервації та часткової реставрації замку в с. Кривче Борщівського району Тернопільської області. / Андрушко І.O. — Укрзахідпроектреставрація, -Львів, 1990 р. Т −71-1, 71-4;
4. Данилейко В. М. "Село Кривче та замок Контських, згідно нових архівних та іконографічних даних" // Наукові записки / Видання Національного заповідника «Замки Тернопілля» - Збараж, 2018, - №8, – С. 244-251.
5. Лонкевич Д. «Замок в с. Кривче Борщівського району» // Періодичне видання інституту Укрзахідпроектреставтація «Вісник»/ Дарія Лонкевич. -Львів, 2000 р. -№ 11. -С.64-66;
6. Маметов В. «Золота Брика. Історія фортеці у Нижньому Кривчому»: — Ровесник (Тр). 19.05.1970.
7. Сіцінський Є. «Оборонні замки Західного Поділля XIV—XVII ст..» Українська Академія Наук. Київ, 1928.
8. Соневицька О., Степанович Б., Дражньовський Р. «Чортківська округа» . Нью-Йорк — Париж — Сідней — Торонто: Наукове Товариство ім.. Т. Шевченка, — Т. XXVI, 1974;
9. Сохацький М. «Оборонні замки Борщівщини» // «Літопис Борщівщини» / Видання Борщівського краєзнавчого музею, ред. Скочеляс І, Сохацький М. — Борщів: КТ «Джерело», 1994 р. — № 6 — с.7-8;
10. Balinski M. «Historya polska». — Warszawa, Glucksberg 1844.
11. Balinski M., Lipinski T., «Starożytna Polska pod wzgledem historycznym, geograficznym I statystycznym». — Warszawa, 1845. — T.II. — S. 997;
12. Baracz S. «Monografie historyczne miejscowości podolskich»;
13. Czołowski A. «Dawne zamki i twierdze na Rusi halickiej»: -Lwów, 1892. -С.25, 60, 82.;
14. Czołowski A. «Przeszłość i zabytki województwa Tarnopolskiego», -Tarnopol. 1894;
15. Czołowski A. «Przeszłość i zabytki województwa Tarnopolskiego», -Tarnopol. 1926.-198 S;
16. Czołowski A. «Przeszłość historyczna województwa Tarnopolskiego», -Tarnopol. - S. 1-31;
17. Grabowski. «Ojczyste spominki». T-II. S. 237.